# ミカ・ウィリアムス
ミカ・ウィリアムス（Micah Stephen Williams 、 1991年2月16日生まれ) はアメリカ合衆国の元俳優である。
『ディズニー・チャンネル』のテレビドラマ『グッドラック・チャーリー』のエメット役で知られている
『ザ・プリテンダー 仮面の逃亡者』に端役として俳優デビューを果たしたのち、Grounded for Life,『リジー&Lizzie』やJust For Kicks 、『The_Office』といったテレビ番組に出演した。映画においては2003年に『ブルース・オールマイティ』へ出演したほか、『ドリブルX』 や 『ジャンプ・イン!』に出演した。
2006年にはテレビ映画『先生はあきらめない ロン・クラーク物語』にて、Young Artist Awardの主演男優賞（TV映画・ミニシリーズおよび特番部門）にノミネートされた

## フィルモグラフィ
| 公開年 （または放送年） | 作品名 原題                                               | 役名               | 備考                           |
| ----------------------- | --------------------------------------------------------- | ------------------ | ------------------------------ |
| 2000年                  | ザ・プリテンダー 仮面の逃亡者 The Pretender               | 少年               | 「 Rules of Engagement」に出演 |
| 2001年                  | Grounded for Life                                         | Wendell            | 「Loser」に出演                |
| 2003年                  | リジー&Lizzie Lizzie McGuire                              | 学生               | 2話出演                        |
| 2003年                  | ブルース・オールマイティ Bruce Almighty                   | 自転車に乗った少年 |                                |
| 2004年–2005年           | Joan of Arcadia                                           | 若者/オタク        | 3 話出演                       |
| 2006年                  | In Justice                                                | Jordan Wainwright  | パイロット版                   |
| 2006年                  | 先生はあきらめない ロン・クラーク物語 The Ron Clark Story | フリオ             | TV映画                         |
| 2006年                  | ドリブルX Like Mike 2: Streetball                         | Nathan Daniels     | オリジナルビデオ               |
| 2007年                  | ジャンプ・イン! Jump In!                                  | L'il Earl Jackson  | TV映画                         |
| 2009年                  | The Office                                                | Zion               | 「Scott's Tots」に出演         |
| 2010年–2014年           | グッドラック・チャーリー Good Luck Charlie                | エメット・ヘイリン | リカーリング                   |
| 2011年                  | Roadies                                                   | Mikuh              | リカーリング                   |
| 2015年                  | The Challenger                                            | ボクシングファン   |                                |
| 2019年                  | スノーフォール Snowfall                                   | Homie 1            | 「 Other Lives」に出演         |